# Bad Karma
Bad Karma è un film thriller del 2002, diretto da John Hough ed interpretato da Patsy Kensit e Patrick Muldoon.

## Trama
Una paziente psichiatrica si ritiene la reincarnazione di una donna amata da Jack lo squartatore, e finisce per inquietare il suo medico, convinta che ospiti l'anima del serial killer. Così usa la sua sensualità per evadere dalla casa di cura mentre il suo psichiatra è in vacanza, e cerca di sbarazzarsi della famiglia di quest'ultimo, nel vano tentativo di renderlo suo amante e complice.

## Produzione
Il film, noto anche come Hell's Gate, è stato girato tra gli Stati Uniti e l'Irlanda.

## DVD
La versione DVD è stata pubblicata il 23 luglio 2002.

## Fonti
- film.com,  http://www.film.com/movies/bad-karma/14584358.